# 268
268是267與269之間的自然數。

## 在數學中
- 合數，正因數有1、2、4、67、134和268。
質因數分解為{\displaystyle 2^{2}\times 67}。
- 虧數，真因數和為208，虧度為60。
- 不尋常數，大於平方根的質因數為67。
- 十进制的奢侈數。
- 第18個不可及數。前一個為262、下一個為276。
- {\displaystyle 6\times 268\pm 1}是孿生質數
- 2個連續質數和（131+137）

## 在人類文化中
- 納比惠贊那亞樓C座，樓高268.4公尺，現時為歐洲第一高樓
- 吉米·康諾斯是累積268週ATP單打世界排名第一的前紀錄保持者
- 安地卡及巴布達的北美洲電話區號為268
- 史瓦濟蘭的國際電話區號為268
- 天壇大佛是一座位於香港大嶼山的佛像，坐在268級的石階上
- 聯合縣 (新澤西州)的陸地面積為268平方公里
- 保時捷959 1986年－1990年（限量268部）
- 《綜藝100》為中華電視台1970年代播出之綜藝節目，共268集
- 宜蘭縣五結鄉的郵遞區號為268

## 在科學中
- 釒杜-268是釒杜中最穩定的同位素，它的半衰期有16小時
- 火星的最高表面溫度為268K

## 在天文中
- NGC 268 是鯨魚座的一個星系
- 鯨魚座YZ星又稱作Gl 268-135

## 在其他領域中
- 西元268年和前268年